# Mainichi Hōsō
Mainichi Hōsō (jap. 毎日放送, engl. Mainichi Broadcasting System, kurz: MBS) ist ein japanischer Hörfunk-  und Fernsehsender. Sitz ist das architektonisch interessante MBS-Gebäude in Osaka.
MBS war einer der ersten kommerziellen Rundfunksender und nahm seinen Betrieb 1951 auf, damals noch unter dem Namen Shin Nippon Hōsō (新日本放送, New Japan Broadcasting). 1956 wurde in einer Kooperation mit der Rundfunkgesellschaft Asahi Hōsō der Betrieb des Senders Osaka TV Hōsō aufgenommen. Den Namen Mainichi Hōsō nahm man 1958 an, bevor man schließlich 1959 selbst mit der Fernsehausstrahlung begann.
Von MBS auf Kanal 4 werden rund 22 Millionen Zuschauer im Gebiet Kansai erreicht. Dazu gehören Osaka, Kōbe, Kyōto und Nara. MBS bezieht sein Nachrichtenprogramm von TBS’ Japan News Network.